# 知識產權署

知識產權署商標註冊處標誌

知識產權署（英語：Intellectual Property Department，IPD）是中華人民共和國香港特別行政區政府商務及經濟發展局轄下的部門，於1990年7月2日成立，接管原屬註冊總署的商標註冊處及專利權註冊處，並負責處理和提倡知識產權相關的事務。設有署長，署長之外，下設副署長、數個助理署長以及註冊處。現任署長為黃福來。截至2006年12月31日，該署已經處理了209,699個商標註冊，28,535項各式專利及28,988項外觀設計。
知識產權署原隸屬工商及科技局，2007年7月1日決策局重組後劃入新成立的商務及經濟發展局。
此外，知識產權處還提供與知識產權相關的教育與推廣，例如版權、商標、專利、營業秘密等，同時亦提供正版正貨商戶計劃等。

## 爭議
2007年4月3日，該署在處理一宗商標註冊個案時誤將申請人個人私隱全數上傳至網絡上，引起私隱專員關注。署方已就事件公開道歉。

## 歷任署長
1. 戴婉瑩（1990年7月2日－1994年）
2. 謝肅方（1994年10月31日－2011年4月11日）
3. 張錦輝（2011年4月12日－2014年5月15日）
4. 梁家麗（2014年5月16日－2019年3月18日)
5. 黃福來（2019年3月18日－）

## 歷任副署長
1. 張錦輝
2. 梁家麗
3. 曾志深

## 外部連結
- 香港特別行政區政府 知識產權署 （页面存档备份，存于） 官方网站